# Габор Пелешкеї
Габор Пелешкеї (угор. Gábor Pölöskei, нар. 11 жовтня 1960, Мошонмадяровар) — угорський футболіст, що грав на позиції нападника. По завершенні ігрової кар'єри — тренер.
Виступав, зокрема, за клуби «Ференцварош» та МТК (Будапешт), а також національну збірну Угорщини, з якою був учасником чемпіонату світу 1982 року.

## Клубна кар'єра
Народився 11 жовтня 1960 року в місті Мошонмадяровар. Вихованець юнацьких команд футбольних клубів «Капуварі» та «Дьйор». У дорослому футболі дебютував 1978 року виступами за команду «Дьйор», в якій провів три сезони, взявши участь у 88 матчах чемпіонату і в першому з них виграв Кубок Угорщини.
Своєю грою за цю команду привернув увагу представників тренерського штабу клубу «Ференцварош», до складу якого приєднався 1981 року. Відіграв за клуб з Будапешта наступні шість сезонів своєї ігрової кар'єри.
1987 року уклав контракт з клубом МТК (Будапешт), у складі якого виступав до завершення кар'єри у 1994 році з невеликою перервою на виступи за швейцарський «Делемон».

## Виступи за збірну
Габор Пелешкеї виступав за молодіжну збірну Угорщини, у складі якої, 1979 року брав участь в чемпіонаті світу серед молодіжних команд.
24 вересня 1980 року дебютував в офіційних іграх у складі національної збірної Угорщини в товариському матчі зі збірної Іспанії, що завершився нічиєю з рахунком 2:2
У складі збірної був учасником чемпіонату світу 1982 року в Іспанії, де він зіграв у всіх трьох матчах і забив два голи. Один гол він забив у знаменитому матчі зі збірною Сальвадору, що завершився розгромною перемогою угорців з рахунком 10:1, а другий забив у наступному матчі зі збірною Аргентини, що завершився поразкою угорців з рахунком 1:4. На тому чемпіонаті угорці посіли у своїй групі лише третє місце і не змогли пройти далі.
Свій останній виступ за збірну Пелешкеї провів у товариському матчі зі збірною НДР, 28 липня 1987 року, той матч завершився нульовою нічиєю. Загалом протягом кар'єри у національній команді, яка тривала 8 років, провів у її формі 15 матчів, забивши 4 голи.

## Кар'єра тренера
Розпочав тренерську кар'єру, повернувшись до футболу після невеликої перерви, 2000 року, очоливши тренерський штаб клубу МТК (Будапешт). У команді як головний тренер провів 28 матчів у сезоні 2000/01.
2008 року став головним тренером команди «Гонвед» і тренував клуб з Будапешта до лютого 2009 року, коли після поразки у першому весняному раунді звід «Вашаша» (1:3) покинув клуб, провівши загалом у клубі 16 ігор.

## Титули і досягнення

### Як гравця
- Володар Кубка Угорщини (1):

«Дьйор»: 1978/79

## Особисте життя
Його дружина, Аннамарія Адер, сестра президента Угорщини Яноша Адера. Обидва сини Габора Пелешкеї, Петер та Жолт також стали футболістами.